# Brutus (Experimentalfahrzeug)

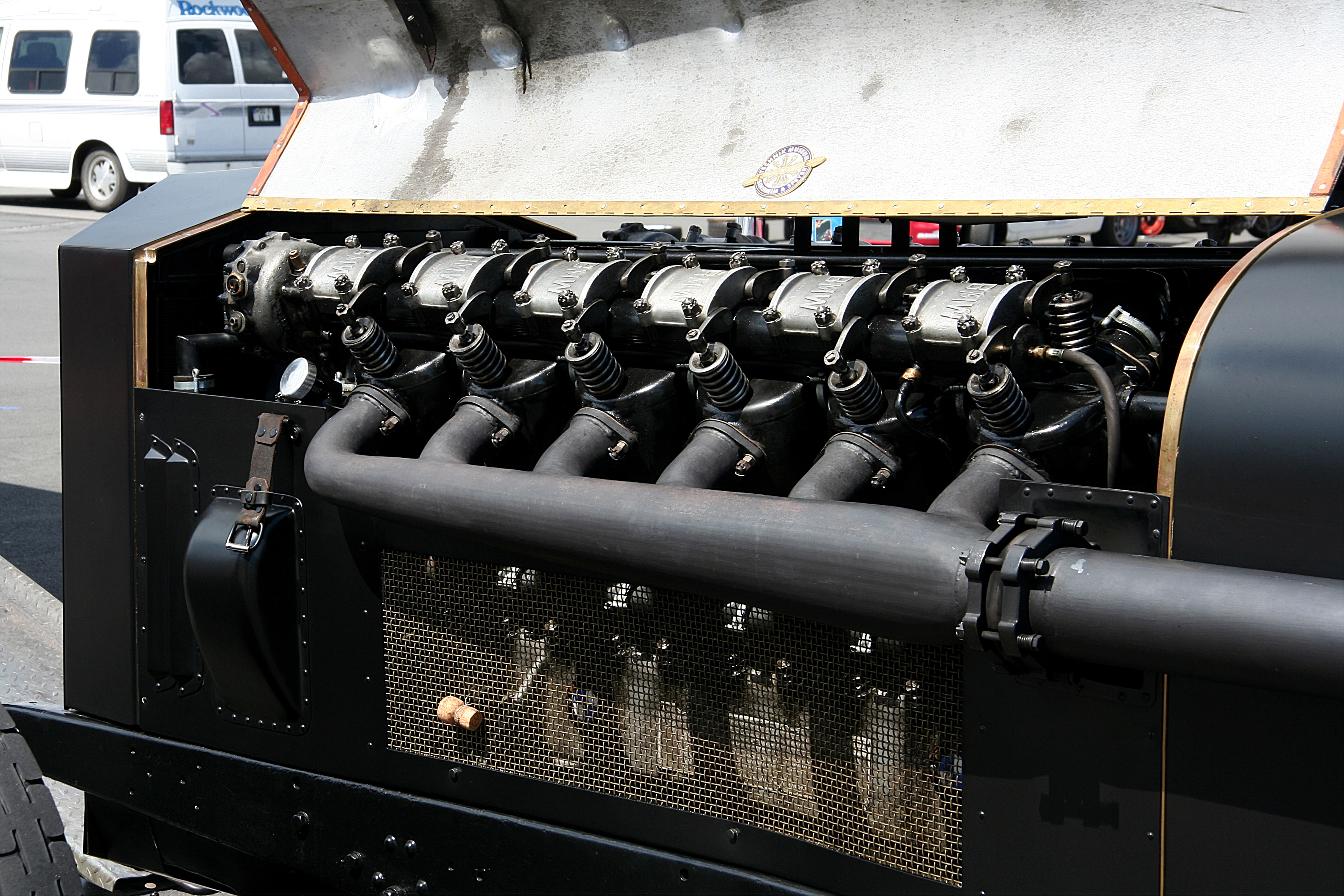
12-Zylinder-Motor

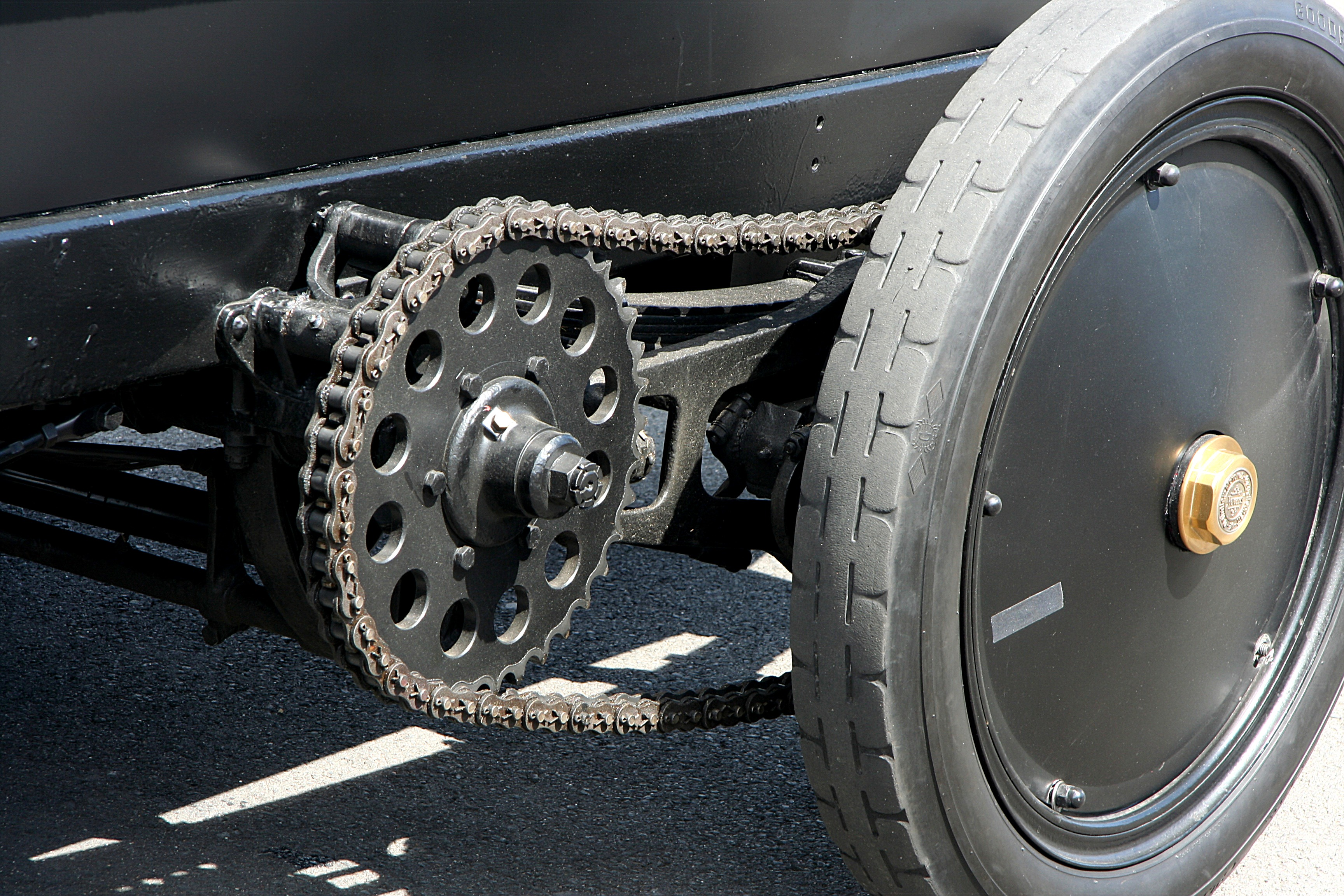
Antrieb mit Kette

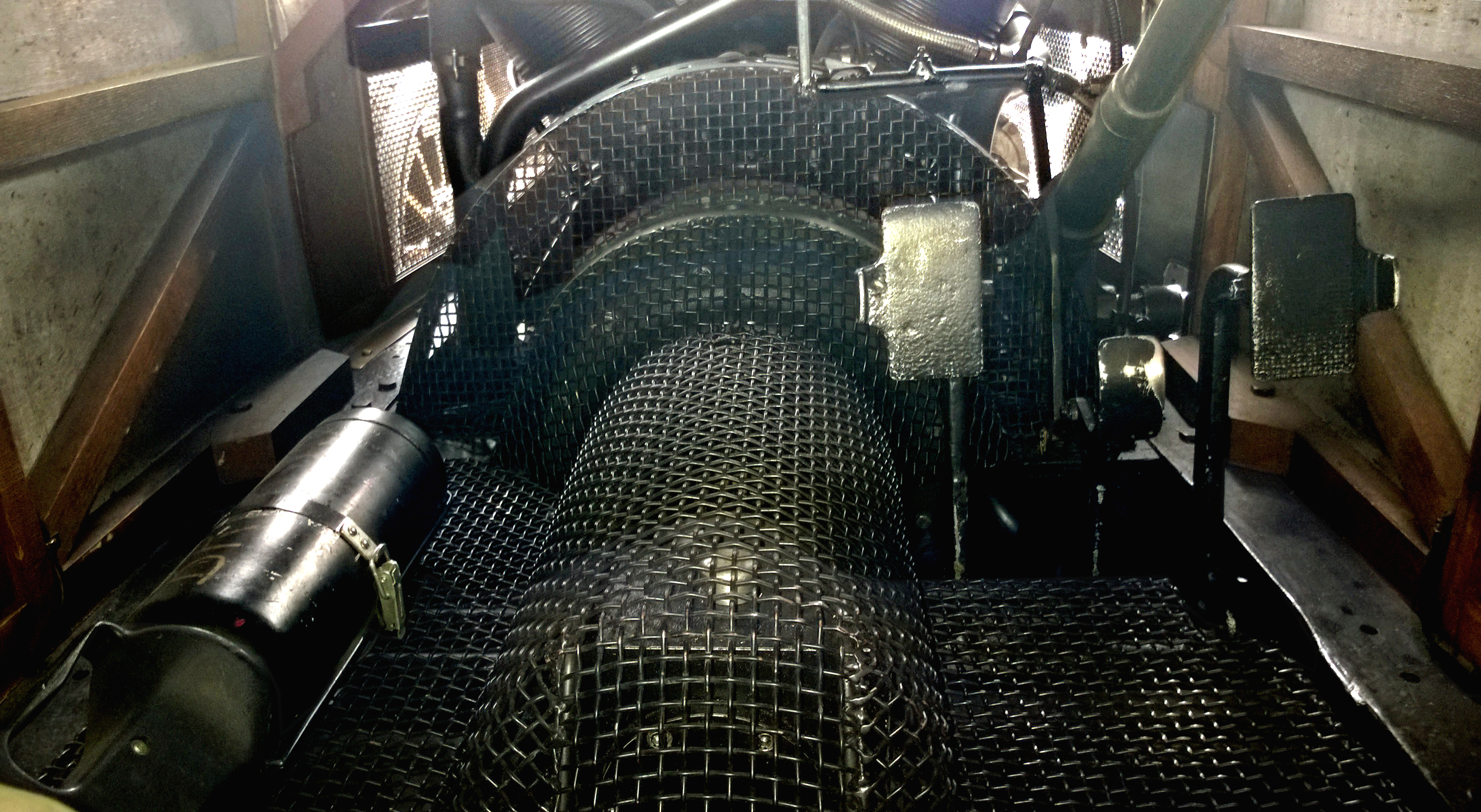
Fußraum mit Pedalerie

Brutus ist ein vom Auto- und Technikmuseum Sinsheim zwischen 1998 und 2006 konstruierter experimenteller Rennwagen im Stil entsprechender Fahrzeuge des frühen 20. Jahrhunderts. Besonderes Merkmal dieses Wagens ist ein BMW-Flugmotor mit 47 Liter Hubraum.

## Motor
Als Antrieb wird ein BMW-VI-Flugmotor der Baureihe 8 verwendet. Er hat einen Hubraum von 46.930 cm³ (~47 Liter) und leistet kurzzeitig 750 PS (552 kW) bei 1650/min, wobei ein Drehmoment von 3,2 kN·m anliegt. Als Dauerleistung werden vom Hersteller BMW 550 PS (405 kW) bei 1530/min angegeben. Der V-Motor hat 12 Zylinder in zwei Reihen mit einem Winkel von 60° zueinander mit je sechs Haupt- und Nebenpleueln. Dies war zur Zeit der Konstruktion des Motors um 1925 eine beliebte Bauform, die es ermöglichte, einen solch gewaltigen Motor relativ kompakt zu konstruieren. Durch die unterschiedlich angelenkten Pleuel ergibt sich, dass die Zylinder auf der rechten Seite je vier Liter und auf der linken Seite 3,82 Liter Hubraum haben.
Der spezifische Verbrauch des Motors bei Volllast soll bei 215–230 g/PSh (292–313 g/kWh) liegen.

## Geschichte
Ein Mitglied des Museumsvereins fand den Motor auf einem Schrottplatz in Spanien, wo er schon seit Jahrzehnten lag. Vermutlich entstammte er einem Flugzeug, das im Spanischen Bürgerkrieg flog. Im Tausch gegen einen anderen Flugmotor aus einer Messerschmitt Bf 109 kam der Motor schließlich über einen Sammler in den Besitz des Museums. Ursprünglich sollte der Motor lediglich als weiteres Museumsstück in die Ausstellung integriert werden. Dazu wurde er innerhalb von vier Jahren in der Werkstatt des Museums technisch generalüberholt. Zu Beginn waren die genauen Dimensionen des Motors nicht bekannt. Ging man zunächst von „nur“ etwa 25 Litern Hubraum aus, stellte sich im Zuge der Überholung heraus, dass es wohl 47 Liter sind. Der Leiter des Museums, Hermann Layher, fand es schade, lediglich den Motor alleine in der Ausstellung zu zeigen. Daher entschloss er sich, den Motor in ein Auto einzubauen. Ein paar fehlende Teile des Motors steuerte der Fundus des Museums bei. So auch einen passenden Schwungkraft-Anlasser, der in einer Vitrine des Museums ausgestellt war und von dem bisher niemand so genau wusste, wofür er ursprünglich einmal gedacht war.
Historisch betrachtet ist eine solche Konstruktion durchaus plausibel und keine Seltenheit. Nach dem am Ende des Ersten Weltkriegs geschlossenen Friedensvertrag von Versailles war es Deutschland untersagt, Luftstreitkräfte aufzubauen. Da aber noch viele Flugmotoren zur Verfügung standen, wurden solche oft in Rennwagen verwendet. Das Auto- und Technikmuseum Sinsheim stellt zum Beispiel einen Mercedes 45 PS von 1907 aus, in den bereits 1917 ein Flugmotor von Maybach mit 19,5 Liter Hubraum und rund 220 kW (299 PS) eingebaut wurde.
Der Brutus wurde 2006 vorgestellt. Die Bauzeit betrug insgesamt etwa acht Jahre, wobei vier Jahre allein auf die Überholung des Motors entfielen.

2012 wurde Brutus in der (18. Staffel, 146. Folge der) BBC-Sendung Top Gear vorgestellt und getestet. Er erwies sich als schwer steuerbar und sehr viel langsamer als sein Gegenüber, ein mit einem Spitfire-Motor ausgestatteter Bentley. Er wurde deshalb als "Jahrmarktsattraktion" bezeichnet.

## Konstruktion
Das Fahrgestell stammt aus einem Feuerspritzenwagen von American LaFrance aus dem Jahr 1908. Die Motorkraft wird über das originale Getriebe mit drei Gängen und einer Kettentransmission an die Hinterachse übertragen. Zwischen Motor und Getriebe wurde zur Anpassung an die niedrig liegende Kurbelwelle noch ein Zwischengetriebe eingebaut. Als Gegengewicht zu dem schweren Motor ist der mehrere hundert Liter fassende Tank im Heck untergebracht. Die Bremsen wirken nur auf die Hinterachse. Die Karosserie wurde in der Werkstatt des Auto & Technik Museums Sinsheim angefertigt, in der eine Gruppe Begeisterter, die sich Brutus-Motorwagenbau nannte, auch das gesamte Fahrzeug aufbaute. Das Auto hat keine Spritzwand; der Fahrer sitzt direkt hinter dem Motor, dessen bewegliche Teile (zum Beispiel das Schwungrad) nur durch ein Gitter vom Fahrerraum getrennt sind. Der heißen Abwärme sowie etwaigen Leckagen des Motors ist der Fahrer mehr oder weniger unmittelbar und schutzlos ausgesetzt.
Der Brutus wiegt leer 2537 kg.

## Fahrleistung
Das ursprüngliche Ziel war, mit dem Brutus einen Wagen zu konstruieren, der bei einer Drehzahl von 800/min eine Geschwindigkeit von 100 km/h erreicht. Die Leerlaufdrehzahl des Motors liegt bei 400/min.
Mit dem Brutus wurden mehrmals Geschwindigkeiten zwischen 120 und 140 km/h erreicht. Der Waliser Roger Collings erreichte bei Testfahrten in Boxberg in den Jahren 2007 und 2008 eine Höchstgeschwindigkeit von 200 km/h. Nach Angaben der Testfahrer gibt es noch reichlich Leistungsreserven für sehr viel höhere Geschwindigkeiten.

## Name
Der Name „Brutus“ ist eine Anspielung auf Marcus Iunius Brutus, der am gemeinschaftlichen Mord an Julius Cäsar beteiligt war. Cäsar war Brutus’ Mentor, Ziehvater und in gewissem Sinne sein Chef. Hermann Layher ist der Überzeugung, der Brutus-Rennwagen sei mit Sicherheit das gefährlichste Fahrzeug der Welt und stets darauf aus, seinen Fahrer, also seinen Chef, töten zu wollen.